# 1353
Пізнє Середньовіччя •  Реконкіста •  Ганза •  Авіньйонський полон пап •  Монгольська імперія •  Чорна смерть •  Столітня війна

## Геополітична ситуація
Імператором Візантії є Іоанн VI Кантакузин (до 1354). Карл IV Люксембург має титул короля Німеччини. У Франції править Іоанн II Добрий (до 1364).
Апеннінський півострів розділений: північ належить Священній Римській імперії, середню частину займає Папська область, південь належить Неаполітанському королівству. Деякі міста півночі: Венеція, Піза, Генуя тощо, мають статус міст-республік. Триває боротьба гвельфів та гібелінів.
Майже весь Піренейський півострів займають християнські Кастилія і Леон, де править Педро I (до 1366), Арагонське королівство та Португалія, під владою маврів залишилися тільки землі на самому півдні. Едуард III королює в Англії (до 1377), Магнус Еріксон є королем Швеції (до 1364), а його син Гокон VI — Норвегії (до 1380), королем Польщі — Казимир III (до 1370). У Литвії княжить Ольгерд (до 1377).
Руські землі перебувають під владою Золотої Орди. Триває війна за галицько-волинську спадщину між Польщею та Литвою. Польський король Казимир III захопив Галичину, литовський князь Ольгерд — Волинь.
У Києві править князь Федір Іванович. Ярлик на володимирське князівство має московський князь Іван II Красний (до 1359).
Монгольська імперія займає більшу частину Азії, але вона розділена на окремі улуси, що воюють між собою. У Китаї, зокрема, править монгольська династія Юань. У Єгипті владу утримують мамлюки. Мариніди правлять у Магрибі. Делійський султанат є наймогутнішою державою Індії. В Японії триває період Муроматі.
Цивілізація мая переживає посткласичний період. Почали зароджуватися цивілізація ацтеків та інків.

## Події
- Вторгнення литовських військ у Галичину.
- Московський і володимирський князь Симеон Гордий помер від чуми. Новим князем став його брат Іван II Красний.
- Від чорної смерті помер митрополит Київський з осідком у Москві Феогност.
- Берн уклав союзну угоду зі Швейцарською Конфедерацією.
- Король Кастилії та Леону Педро I одружився з французькою принцесою Бланкою де Бурбон, але відразу ж ув'язнив її під приводом невиплати посагу.
- Англійський парламент заборонив підданим королівства звертатися до чужоземного суду, зокрема до папського.
- Генуя зазнала поразки на морі від об'єднаних флотів Венеції та Арагону й звернулася за покровительством до Мілана.
- Джованні Боккаччо завершив написання «Декамерона».
- Ібн Батута відвідав Тімбукту.
- На території сучасного Лаосу утворилася держава Лансанг зі столицею в місті Луанг-Прабанг.